# (6336) Dodo
Pour les articles homonymes, voir Dodo.

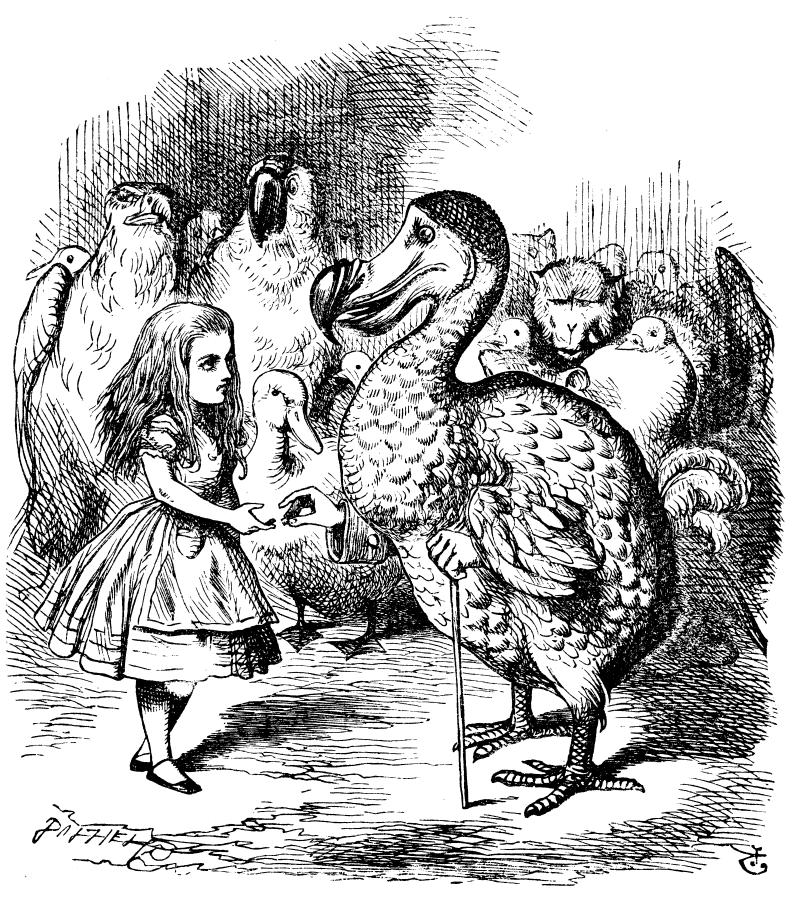
Illustration d'origine (1865) du roman de Lewis Carroll, Alice au pays des merveilles.

(6336) Dodo est un astéroïde de la ceinture principale.

## Description
(6336) Dodo est un astéroïde de la ceinture principale. Il fut découvert par Satoru Ōtomo le 21 octobre 1992 à Kiyosato. Il présente une orbite caractérisée par un demi-grand axe de 2,472 UA, une excentricité de 0,098 et une inclinaison de 9,502° par rapport à l'écliptique.
Il fut nommé en hommage à l'animal disparu de l'Île Maurice et de La Réunion, le dodo.

## Compléments